# Pogány
Pogány je vas na Madžarskem, ki upravno spada pod podregijo Pécsi Županije Baranja.